# (13488) Savanov
(13488) Savanov est un astéroïde de la ceinture principale.

## Description
(13488) Savanov est un astéroïde de la ceinture principale. Il fut découvert le 14 octobre 1982 à Naoutchnyï par Lioudmila Karatchkina. Il présente une orbite caractérisée par un demi-grand axe de 3,01 UA, une excentricité de 0,09 et une inclinaison de 9,8° par rapport à l'écliptique.

## Compléments